# Alfredo Rojas Pajuelo
Alfredo Rojas Pajuelo (Callao, 1 de mayo de 1991) es un futbolista peruano. Juega como mediocentro defensivo y su equipo actual es Bentín Tacna Heroica de la Liga 2 de Perú. Tiene 33 años.

## Trayectoria
Realizó las divisiones inferiores en la Academia Cantolao. Su primer equipo fue el Alianza Atlético de Sullana, el mismo al que se enroló para la temporada 2011. Debutó en Primera División el 13 de marzo de 2011, en la derrota de su equipo en Cuzco ante Cienciano por 4-0. En julio de ese año fichó por el Juan Aurich de Chiclayo, equipo con el cual salió campeón dicho año.

## Selección nacional
El 5 de junio de 2012 fue convocado por primera vez a la Selección Peruana por Sergio Markarián para el partido contra la Selección Uruguaya por las Clasificación de Conmebol para la Copa Mundial de Fútbol de 2014.

## Carrera
| Equipo               | País | Temporada   |
| -------------------- | ---- | ----------- |
| Alianza Atlético     | Perú | 2011        |
| Juan Aurich          | Perú | 2011 - 2016 |
| Real Garcilaso       | Perú | 2017        |
| Sport Huancayo       | Perú | 2018 - 2023 |
| Juan Aurich          | Perú | 2024        |
| Bentín Tacna Heroica | Perú | 2025 -      |

## Palmarés

### Campeonatos nacionales
| Título                        | Club        | País | Año  |
| ----------------------------- | ----------- | ---- | ---- |
| Primera División del Perú     | Juan Aurich | Perú | 2011 |
| Torneo de Promoción y Reserva | Juan Aurich | Perú | 2012 |

### Torneos cortos
| Título          | Club        | País | Año  |
| --------------- | ----------- | ---- | ---- |
| Torneo Apertura | Juan Aurich | Perú | 2014 |